# فرانز جيكب هاينريش
فرانز جيكب هاينريش (بالألمانية: Franz Jacob Heinrich Kreibich ) (و. 1759 – 1833 م) هو عالم فلك من ألمانيا .
توفي في بوهيميا، عن عمر يناهز 74 عاماً. بسبب ذات الرئة .